# Macarrão quadrado
Macarrão quadrado é uma especialidade culinária dos imigrantes italianos que se estabeleceram em Monte Sião a partir do final do século XIX. É uma massa é cozida, misturada ao molho branco, disposta em assadeira, cortada, empanada, frita e servida com muito molho de tomate. Este prato, seguindo a receita herdada pelos descendentes italianos de Monte Sião, pode ser encontrada na tradicional Festa do Imigrante Italiano promovida pelo Círculo Ítalo-brasileiro local, com o apoio da Diretoria Municipal de Cultura, tradicionalmente no  mês de setembro ou de acordo com o calendário do Festival Multicultural de Inverno.

## Origem
A história do marcarrão quadrado perdeu-se no tempo, assim como tantos outros fatos e acontecimentos históricos e culturais. Apesar de não se encontrar registros de relatos que apresentem a evolução histórica da receita das primeiras “Mammas”, sabe-se que foi passada de geração em geração, fazendo parte da cultura gastronômica do município de Monte Sião, sendo uma importante herança dos descendentes italianos. Segundo relatos durante entrevista no círculo ítalo-brasileiro de Monte Sião pode ter surgido da necessidade de se aproveitar os ingredientes disponíveis, já que a situação financeira era precária[carece de fontes?].

## Patrimônio
O Projeto de Lei Nº 17/2013, aprovado pela Câmara Municipal de Monte Sião concedeu ao macarrão quadrado o título de Patrimônio Imaterial e Cultural do município de Monte Sião, título concedido também a outras duas iguarias típicas da cidade: o quentão de laranja e o sugre.
O referido projeto e agora Lei Nº 2091/2013 em seu Art. 2º autoriza “o Poder Executivo por meio da Diretoria de Indústria, Comércio, Turismo, Cultura e Lazer a divulgar amplamente o referido Patrimônio Cultural Imaterial tendo como finalidade a valorização da história e cultura local, a propagação para fins turísticos, bem como a elaboração de projetos educacionais para resgatar e valorizar o saber cultural local”.
São mais de trezentas famílias descendentes de imigrantes italianos na cidade, o que desperta a criatividade culinária e o surgimento de variadas receitas.

## Cultura

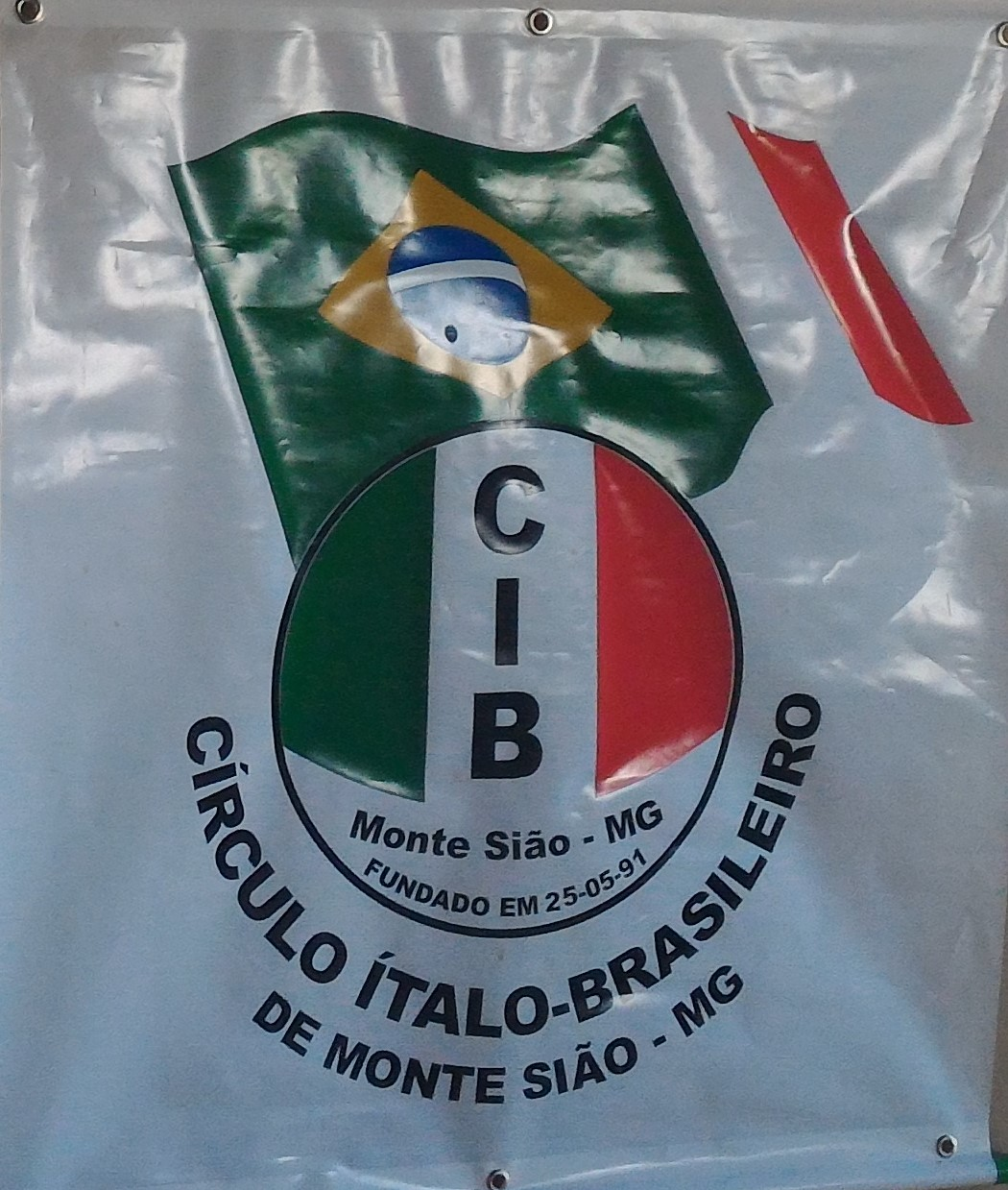
Logo do CIB

A Festa do Imigrante Italiano é um evento de caráter regional, tradicionalmente realizada em setembro que reúne descendentes de italianos da região e promove o resgate da história e da cultura da cidade. A abertura da festa acontece com um jantar especial, em que o prato principal é o Macarrão Quadrado. Também faz parte das comemorações a Missa de Ação de Graças em idioma italiano, e a homenagem a famílias de imigrantes. O evento é promovido pelo Círculo Ítalo-brasileiro, uma entidade sem fins lucrativos, com apoio da Diretoria Municipal de Cultura da Prefeitura Municipal[carece de fontes?].
O Círculo Ítalo-brasileiro de Monte Sião foi criado em 1991 sob a superintendência da "Fundação Cultural Pascoal Andreta". No ano seguinte tornou-se uma entidade independente, com personalidade jurídica própria.
O CIB é uma entidade sem fins lucrativos, cuja principal finalidade é a promoção, divulgação e preservação da cultura italiana em todos os seus aspectos.

## Influência italiana em Monte Sião
Em meados do século XIX, a cidade de Monte Sião era distrito de Ouro Fino, popularmente conhecido por Capela, localizado na divisa do Sul de Minas e Leste de São Paulo.
A partir de 1887 até 1910, várias famílias de imigrantes italianos começaram a se instalar em Monte Sião. A cidade recebeu 456 famílias italianas, vindas principalmente do Norte da Península (região de Vêneto), mas também havia famílias do Centro, do Sul e da Ilha de Saregna.
As primeiras famílias de italianos que chegaram a Monte Sião eram pobres, camponeses e artistas (músicos e artesões). Portavam documentos que os identificavam como membros das famílias: Formigoni (11 pessoas); Ghirelli, 9 ; Moterani, 6; Zuccato, 7; Mantovanelli, 13; Mazza, 3; Benati, 10; Beghelini, 4; Mosso, 11; Vendrúscolo, 3.
Foram destinados principalmente a lavoura de café, na Fazenda “Monte Alegre” do Comendador Antonio Batista de Oliveira, região onde hoje está a cidade de Itapira, no estado de São Paulo.
As famílias Zuccato, Ghirelli e parte da família Moterani cumpriram apenas o primeiro ano de contrato na Fazenda. Buscaram atividades diferentes na sede distrital pois não tinham vocação para a agricultura.
No mesmo período, outras cinco famílias numerosas de agricultores chegaram no porto do Rio de Janeiro, rumo a Fazenda do Machado, sendo: Maggiolli, Sarti, Grossi, Parolin e Del Pin.
A Fazenda do Machado possuía como infraestrutura uma escola primária. Também contava com telefone, sendo o primeiro de Monte Sião.
Dessas famílias originou uma comunidade influente socialmente e culturalmente com participação na vida religiosa da cidade. Foram influentes também em outros hábitos e costumes deste município como o tricô e a polenta brostolata assada na gradella para se comer com leite.